# Die Landstraße
Die Landstraße ist ein deutscher Spielfilm aus dem Jahre 1913 über einen tragischen Justizirrtum, gestaltet nach einem Drehbuch von Paul Lindau.

## Handlung
Die Geschichte spielt Mitte des 19. Jahrhunderts, irgendwo auf dem Land.
Einen verkrüppelten Vagabunden – ein im Wesen herzensguter Mensch, der sich bislang nichts zuschulden kommen ließ – quält derart der Hunger, dass er sich dazu hinreißen lässt, in einem abgelegenen Bauernhof dem Besitzer einen Schinken zu stehlen. Dieser Landstreicher Lutz kann nicht ahnen, dass sich dort nahezu zeitgleich eine finstere Existenz herumtreibt, der entflohene Sträfling Helfing. Als dieser auf dem Hof einbricht und vom Bauern dabei erwischt wird, wie er in der Scheune nach einem Versteck sucht, ermordet Helfing den Hofbesitzer.
Falsche Annahmen, Schlussfolgerungen und Vorurteile führen dazu, dass automatisch davon ausgegangen wird, dass nur der Vagabund den Bauern erschlagen haben kann. Lutz, der gerade den gestohlenen Schinken verzehrt, wird daraufhin des Mordes verdächtigt und verhaftet.
In dem anschließenden Schwurgerichtsprozess gelingt es Lutz nicht, seine Unschuld zu beweisen – zu schwer wiegen die Indizien gegen ihn. Schließlich wird er verurteilt, das Strafmaß lautet: lebenslange Haft. Während seiner Haft erkrankt Lutz schwer und wird in ein Lazarett überstellt, wo er sich nach seiner Genesung nützlich machen darf. Erst viele Jahre später stellt sich das Urteil als Justizirrtum heraus, als der wahre Mörder kurz vor seinem eigenen Tode sein Gewissen erleichtern will und seine Bluttat gesteht. Der Vagabund darf die Haftanstalt verlassen und kehrt auf die Landstraße zurück.

## Produktionsnotizen
Die Landstraße wurde im Mutoskop-Atelier von Berlin-Lankwitz gedreht und besaß eine Länge von 1561 Metern auf vier Akten. Der fünfaktige Film passierte die Zensur am 25. August 1913, erhielt Jugendverbot und lief am 17. September 1913 im Berliner U.T. Friedrichstraße an.
Die Landstraße ist der erste namentlich bekannte Kinofilm des österreichischen Theaterschauspielers Carl Goetz und die erste namentlich bekannte Filmregie Paul von Woringens. Die Geschichte orientiert sich thematisch an den einst stark beachteten Rannersdorfer Mordprozess. Paul Lindau benutzte als Vorlage eine Erzählung des Herzogs Ernst von Sachsen-Coburg-Gotha.
Dieser Stummfilm kam mit lediglich sieben Zwischentiteln aus. Die gespielte Originalmusik wurde von Max Jacobs dirigiert.

## Kritik
Wiens Neue Freie Presse berichtete in ihrer Ausgabe vom 28. Dezember 1913: „Getragen wird dieses Sensationsdrama noch von einer ergreifenden Darstellung, die das Mitglied der Wiener Volksbühne Karl Götz in der Gestalt des Landstreichers Lutz verkörpert, während Klein-Rhoden an Ausdruck und Wahrheit wohl mit das Bedeutendste leistet, was bisher durch einen Film dargestellt wurde.“